# Países Bajos en los Juegos Olímpicos de Calgary 1988
Los Países Bajos estuvieron representados en los Juegos Olímpicos de Calgary 1988 por un total de 11 deportistas que compitieron en patinaje de velocidad.  
El portador de la bandera en la ceremonia de apertura fue el patinador de velocidad Jan Ykema.

## Medallistas
El equipo olímpico neerlandés obtuvo las siguientes medallas:
| Nombre            | Deporte               | Competición |
| ----------------- | --------------------- | ----------- |
| Oro               |                       |             |
| Yvonne van Gennip | Patinaje de velocidad | 1500 m F    |
| Yvonne van Gennip | Patinaje de velocidad | 3000 m F    |
| Yvonne van Gennip | Patinaje de velocidad | 5000 m F    |
| Plata             |                       |             |
| Jan Ykema         | Patinaje de velocidad | 500 m M     |
| Leo Visser        | Patinaje de velocidad | 5000 m M    |
| Bronce            |                       |             |
| Gerard Kemkers    | Patinaje de velocidad | 5000 m M    |
| Leo Visser        | Patinaje de velocidad | 10 000 m M  |